# Ободжень
Ободжень, Ободжені (рум. Obogeni) — село у повіті Вилча в Румунії. Входить до складу комуни Стойлешть.
Село розташоване на відстані 147 км на північний захід від Бухареста, 18 км на південь від Римніку-Вилчі, 81 км на північний схід від Крайови, 124 км на південний захід від Брашова.

## Населення
За даними перепису населення 2002 року у селі проживали 206 осіб, усі — румуни. Усі жителі села рідною мовою назвали румунську.